# Distretto di Jintai
Il distretto di Jintai è una suddivisione amministrativa cinese della prefettura di Baoji, nella provincia dello Shaanxi.